# 毛恩普
毛恩普（1846年5月22日—1904年），字寅宾，号翼臣，湖南湘潭人，毛祖人次子，生于道光二十六年丙午四月二十七日，一生务农。妻刘氏，与其同岁。毛有一子二女，长子毛贻昌，孫毛泽东，二女分别嫁张家和贺家。死後葬於新山廣水冲大石鼓（今虎歇坪）。